# Tipula proboscelongata
Tipula proboscelongata är en tvåvingeart som beskrevs av Yang 1991. Tipula proboscelongata ingår i släktet Tipula och familjen storharkrankar. Inga underarter finns listade i Catalogue of Life.